# Alpine Heights (California)
Alpine Heights es un área no incorporada ubicada en el condado de San Diego en el estado estadounidense de California.

## Geografía
Alpine Heights se encuentra ubicada en las coordenadas 32°49′5″N 116°46′51″O / 32.81806, -116.78083.